# Ouvroir de musique potentielle
 (août 2021).
Si vous disposez d'ouvrages ou d'articles de référence ou si vous connaissez des sites web de qualité traitant du thème abordé ici, merci de compléter l'article en donnant les références utiles à sa vérifiabilité et en les liant à la section « Notes et références ».
L'Ouvroir de musique potentielle (Oumupo) est l’un des laboratoires culturels et artistiques (Ouvroirs de x potentiel, ou Ouxpo) créés dans le sillage de l’Oulipo. Le propos de cet ouvroir est de créer des œuvres musicales sous contrainte artistique volontaire.

## Historique

### 1960-1999: dans le sillage de l’Oulipo
Dès l’instauration de l’Oulipo dans les années 1960, son fondateur François Le Lionnais entrevoit la possibilité d’étendre sa démarche à d’autres disciplines, notamment la musique et la peinture. Il crée ainsi un Oumupo en collaboration avec le compositeur Michel Philippot. Au cours des trois décennies suivantes, plusieurs collectifs plus ou moins formels se développent dans des directions parfois différentes, notamment autour de Luc Étienne et Paul Braffort.
Contrairement à l’Oulipo, cet Ouvroir reste proche du Collège de 'Pataphysique (tout comme l’Oupeinpo ou l’Outrapo par exemple), qui publie en 1999 une liste de ses membres (présents ou disparus) : François Le Lionnais, Pierre Barbaud, Michel Phillipot, Andrew Hugill, Gavin Bryars, Philippe Cathé, Christopher Hobbs, Catherine Gilloire, Loribusier, Hercule Tac, Didier Bessière, Jean-Raphaël Bobo, Erix Boulain, Bertrand Grimaud, Dominique Gruant, Patrick Guyho, Frank Pruja, Bertrand Sauvagnac et Françoise Valéry.

### 2003-2008: la collection d’albums OuMuPo
À partir de 2004, le label français Ici, d'ailleurs... diffuse une série d'albums à la jonction de l'OuMuPo et de l'OuBaPo : chaque album est accompagné d'un livret petit format 12 x 12 cm de 16 pages, illustré par un membre de l'OuBaPo et comportant un personnage récurrent dans chaque livret. Des DJ's et des compositeurs de musique électronique qui se sont vu offrir la possibilité de remixer l'ensemble du catalogue du label (incluant des artistes comme Yann Tiersen, Bästard, Matt Elliott aka The Third Eye Foundation, Headphone, Thomas Belhom, Fugu, The Married Monk, Narcophony, Bed, Julien Ribot, I&Fused, etc.).
Charte OuMuPo
Les contraintes imposées sont que la fin de l'album soit identique à son début, de sorte que l'ensemble puisse être écouté en boucle, que la musique d'au moins six artistes de la division électronique O1O1 du label soit utilisée, qu'un court passage (d'au moins 30 secondes) serve de thème à l'album et que le producteur choisisse une contrainte personnelle qu'il rend publique. Chaque album dure 42 minutes et les ajouts éventuels de sample doivent être libres de droits.
Charte OuBaPo
Le livret doit faire seize pages carrées (pliées ou reliées), chaque page comportant quatre cases carrées et se lire "en boucle" : la dernière case est identique à la première. Au moins une case doit être itérée, chaque case devant par ailleurs comporter au moins une hybridation avec une œuvre choisie par l'auteur.
Comme pour la musique, l'auteur doit utiliser les œuvres d'au moins six artistes différents et s'imposer une contrainte personnelle qu'il rend publique. 

#### Discographie
Pour OuMuPo1, la musique est de Third Eye Foundation et les dessins de Jochen Gerner. 
Pour OuMuPo2, l'ancien DJ de X-Ecutioner, Rob Swift, et le dessinateur Étienne Lécroart, membre de l'OuBaPo, ont travaillé ensemble, chacun devant respecter un certain nombre de contraintes. L'album est accompagné d'un livret petit format 12 x 12 cm de 16 pages, illustré par Lécroart. Comme contrainte personnelle, Rob Swift a choisi un passage d'une chanson du rappeur français Gravité Zéro pour servir de thème à l'album, et s'est imposé comme règles que sa mère choisisse les titres de l'album et de ne jamais mixer avant minuit.
Pour OuMuPo3, la musique est de Rubin Steiner et les dessins de Luz. La contrainte personnelle de l'artiste est de n'utiliser aucun titre dans sa version originale, donc il a obligation de modifier chacun d'eux.
Pour OuMuPo4, la musique est de Kid Loco et les dessins sont de Jean-Christophe Menu.
Pour OuMuPo5, la musique est de DJ Hide et les dessins de Dupuy et Berberian.
Pour OuMuPo6, la musique est de DJ Krush et les dessins de Killoffer, membre de l'OuBaPo. DJKrush s'est imposé comme règles d'être « un batteur sans baguette » et de maintenir le « Krushness » (sic) à son maximum durant le mix. La contrainte oubapienne de Killoffer est de transcrire en 64 cases la partie d'échecs qui opposa Marcel Duchamp à Édouard Verschueren (créateur de la fédération belge des échecs) en 1923 à l'occasion du premier Championnat Interclubs de Belgique : chaque case montre un personnage issu d'autres bandes dessinées (de Gerner, Mahler, David B, Parrondo..) et des phylactères indiquent le coup joué. Par exemple la case 5 indique le 4e coup de la partie : Fou noir 2 joue en g7 (avec le codage usuel d'un plateau d'échecs).
L'ensemble des six albums a été diffusé également en coffret accompagné d'un livret d'Anne Baraou.

### Depuis 2011
L’Oumupo actuel est apparu en 2011 et a proposé ses premières présentations en public au printemps 2012 ; de 2014 à 2015 il a notamment proposé des « Mardis de l’Oumupo » à la Bibliothèque nationale de France, sur le modèle des « Jeudis de l’Oulipo ».
Les membres actuels du collectif sont (par ordre alphabétique) Moreno Andreatta, Joseph Boisseau, Martin Granger, Tom Johnson, Jean-François Piette, Mike Solomon et Valentin Villenave.